# Summer of '69
"Summer of '69" er en rocksang af den canadiske musiker Bryan Adams fra 1984. Sangen, der anses som en af Adams allerstørste hits, kommer fra albummet Reckless. Sangen udkom som single i 1985 og er skrevet af Jim Vallance og Adams selv.
Sangen blev i 2006 kåret af canadierne, som den bedste sang at høre under bilkørsel.

## Tekst
Teksten handler om Adams, der drømmer sig tilbage til sine ungdomsår, hvor han er en entusiastisk guitarist, der spiller i et band med nogle skolekammerater. Men bandet går i opløsning, da de andre medlemmer dropper bandet eller skal giftes. Han møder en pige, han staks bliver forelsket i ved en Drive-in. Tilbage i nutiden tænker 1-personen på, hvad der mon gik galt i forholdet.
Sætningen "Summer of '69" er blevet analyseret igennem meget. Frasen er umiddelbart et nostalgisk tilbageblik på Adams ungdomsliv i 1969. Men opmærksomme analytikere har senere bemærket at Bryan Adams i 1969 kun var 10 år, og at det derfor virker underligt at fx hans skolekammerat skal giftes! Analysen peger på, at '69 snarere hentyder til sexstillingen 69'er. Især sangens sidste sætning "Me and my baby in 69" (dansk: Mig og min skat i '69) støtter den fortolkning. Bryan Adams vil hverken be- eller afkræfte analysen.